# Stromness (Déli-Georgia sziget)

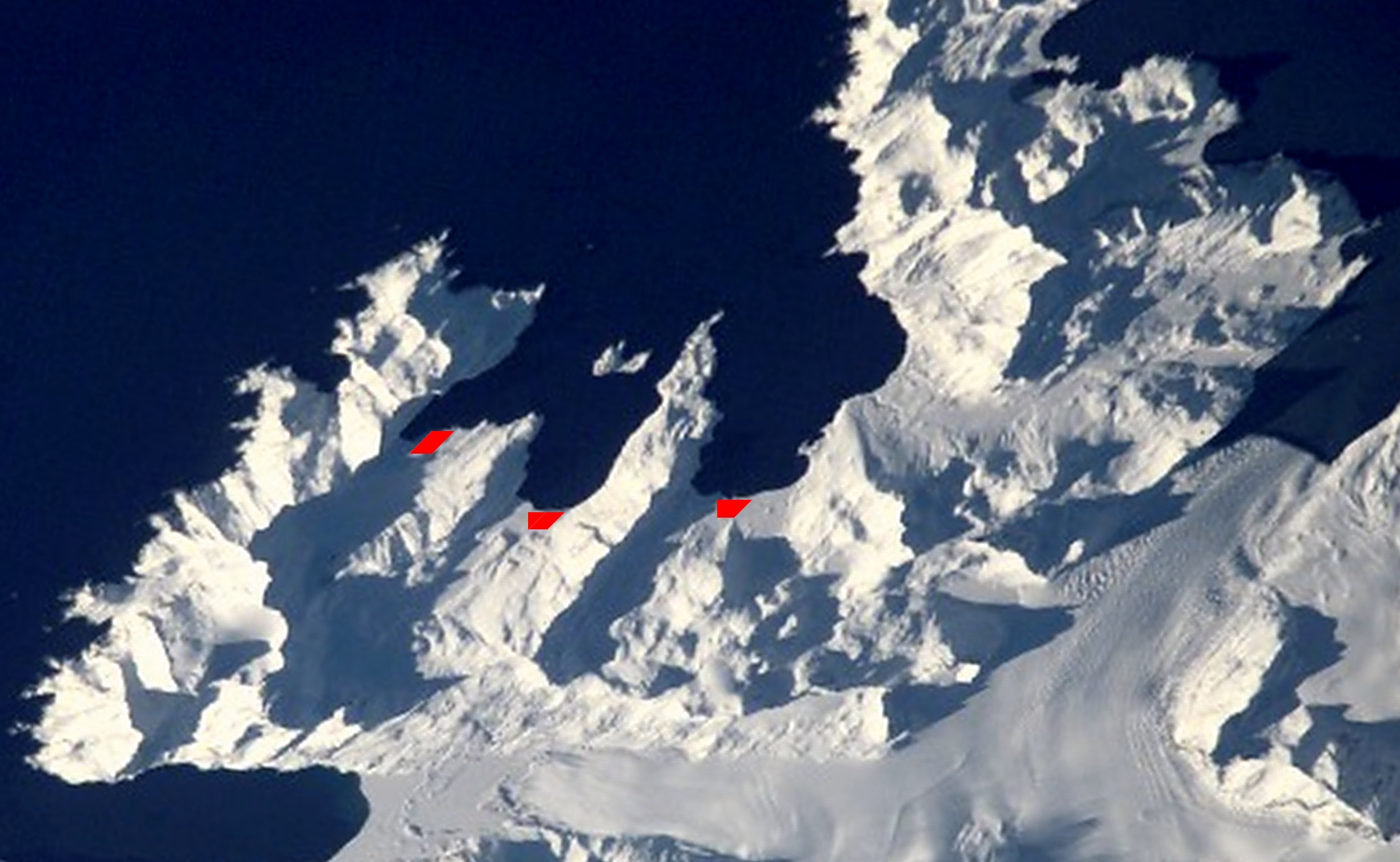
A Stromness-öböl, piros ponttal jelezve (balról jobbra) Husvik, Stromness és Leith Harbour (NASA-felvétel).

Történelmi és mai települések a Déli-Georgia-szigeten

Stromness egy korábbi bálnavadász-állomás a Déli-Georgia szigeten. Nevezetessége abból ered, hogy Ernest Shackleton szerencsétlenül járt birodalmi transzantarktiszi expedíciójának 3 tagja sikeresen jutott el ide és szerzett mentőhajót az Elefánt-szigeten rekedt társaik megmentésére.
Stromness a középső a Stromness-öbölben lévő 3 bálnavadász-település közül. Néhány korai térképen a hely Fridtjof Nansen vagy Nansen néven szerepel, de 1920 óta a hely neve folyamatosan Stromness, amit az Orkney-szigeteken lévő hasonló nevű település után kapott.
1907-ben egy "folyó-gyár" működött itt, a szárazföldi állomást 1912-ben építették fel. 1912-től 1931-ig működött itt bálnavadász-állomás, ekkor hajójavító-üzemmé alakították. Egészen 1961-ig működött, ekkor elhagyták.
1916-ban Ernest Shackleton és 5 társa szállt partra a sziget túlsó felén James Caird nevű csónakjukkal. Shackleton és 2 társa, Tom Crean és Frank Worsley minden felszerelés és térkép nélkül keltek át a sziget hegyein - melyeket mindaddig áthatolhatatlannak tartottak - hogy segítséget találjanak Stromnessben. 36 óráig tartott a hegyeken való átkelés, melynek végén sikeresen eljutottak a bálnavadász-állomásra. Itt állt a bálnavadász-állomás vezetőjének háza "Villa Stromness" néven, ami viszonylagosan jó körülményeket nyújtott a környező szállásokhoz képest.
Az ezt követő évtizedekben a legtöbb stromnessi épület jelentős károkat szenvedett az időjárás viszontagságai miatt, és romos állapotba került. Napjainkban erőfeszítéseket tesznek a "Villa" megőrzésére azért is, hogy biztonságos körülményeket nyújtson a szigetre érkező turisták számára.
Stromness mellett bálnavadászok temetője található, benne 14 sírral.

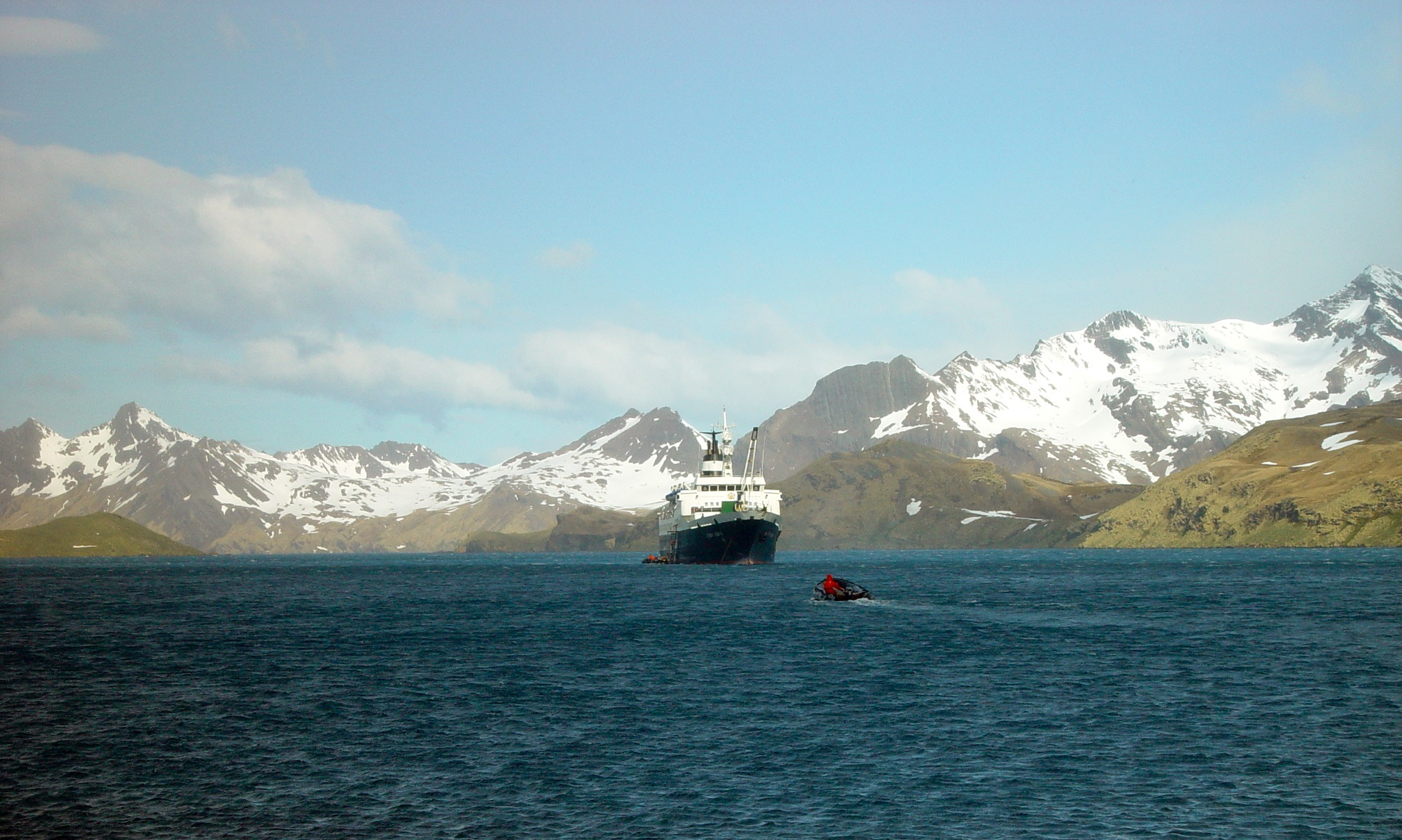
Stromness-öböl
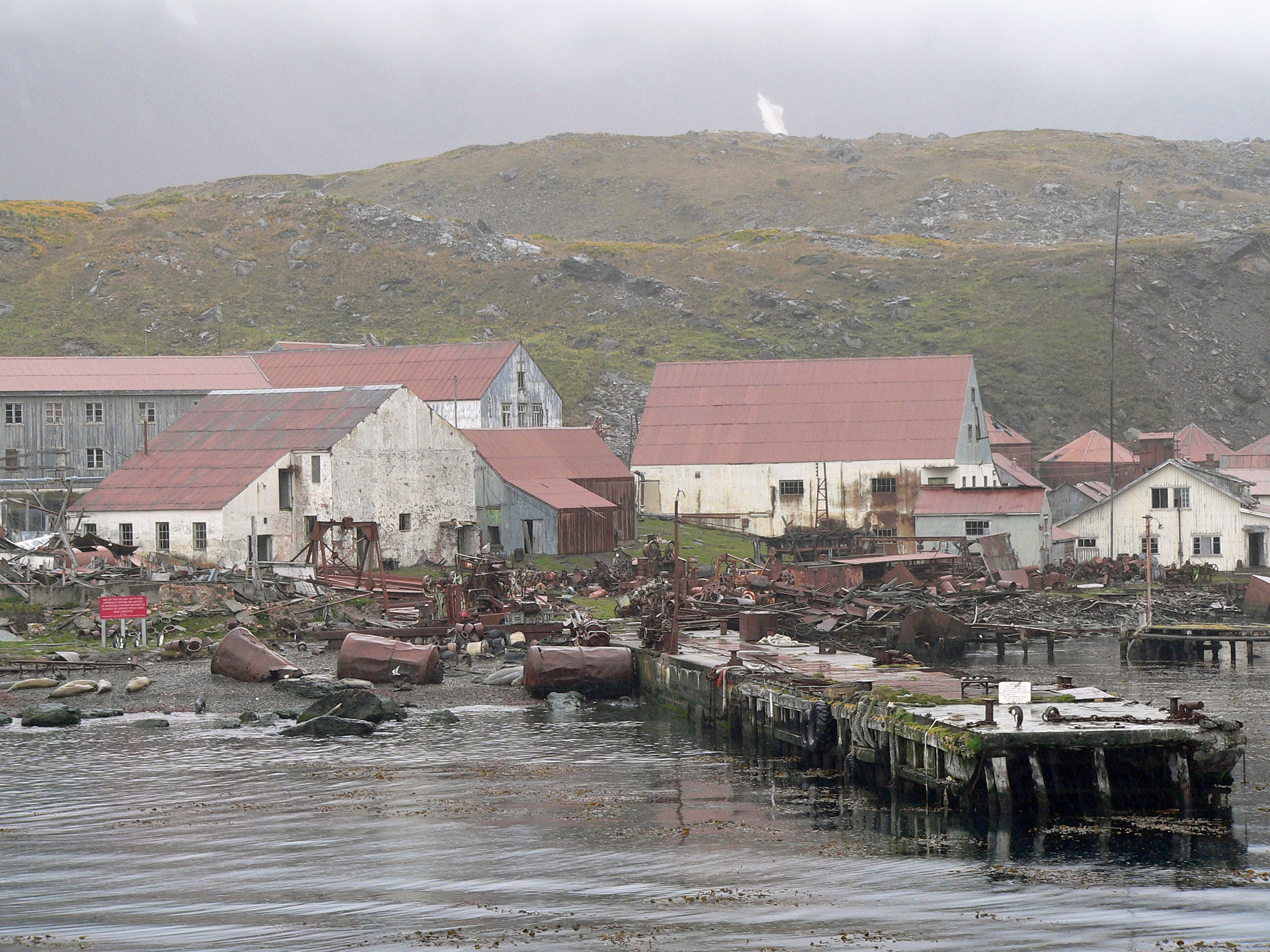
Az állomás romjai
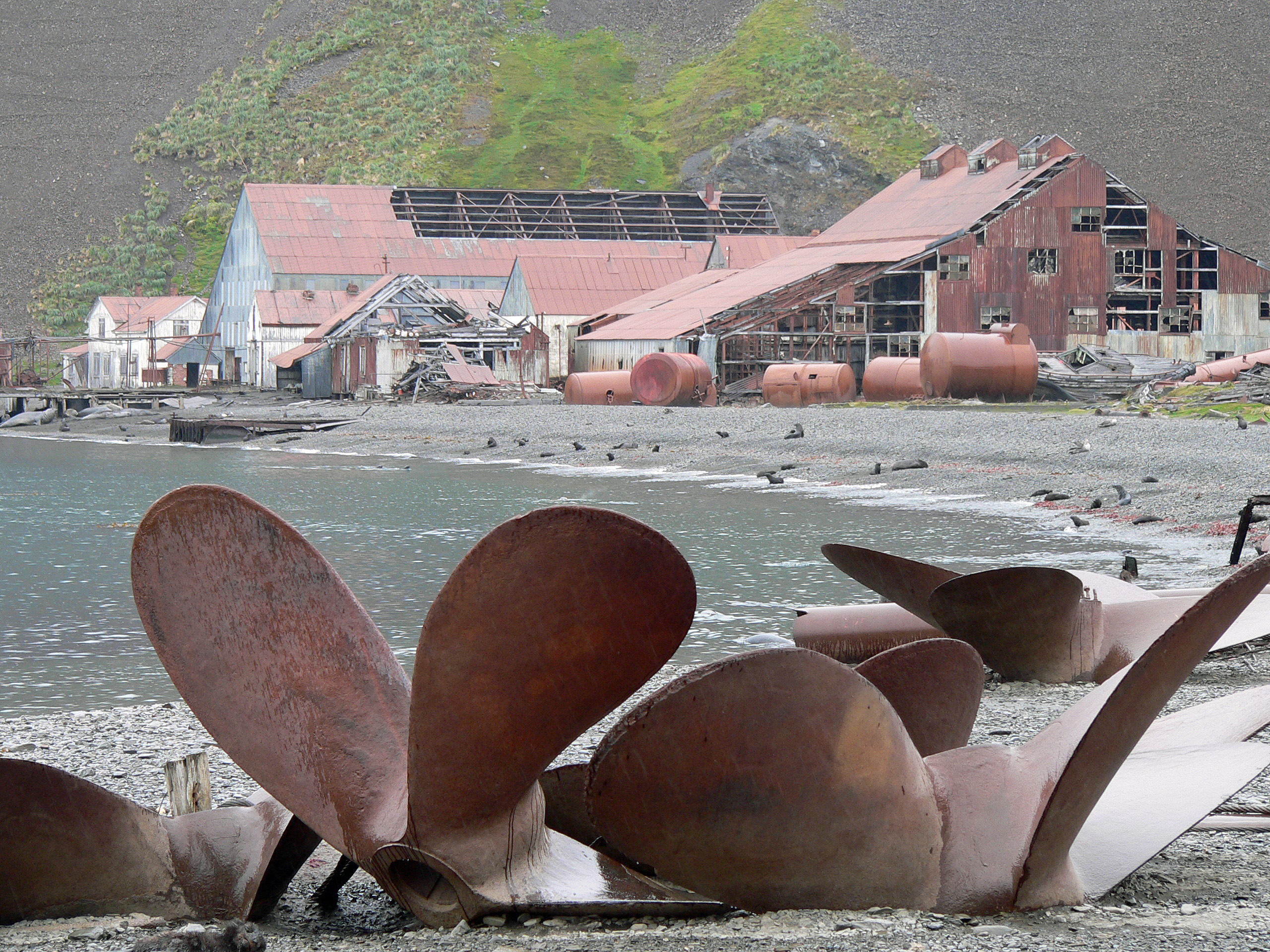
Az állomás romjai

## Fordítás
Ez a szócikk részben vagy egészben  a   Stromness, South Georgia című angol Wikipédia-szócikk ezen változatának fordításán alapul.  Az eredeti cikk szerkesztőit annak laptörténete sorolja fel. Ez a jelzés csupán a megfogalmazás eredetét és a szerzői jogokat jelzi, nem szolgál a cikkben szereplő információk forrásmegjelöléseként.